# 쓰지 히토나리

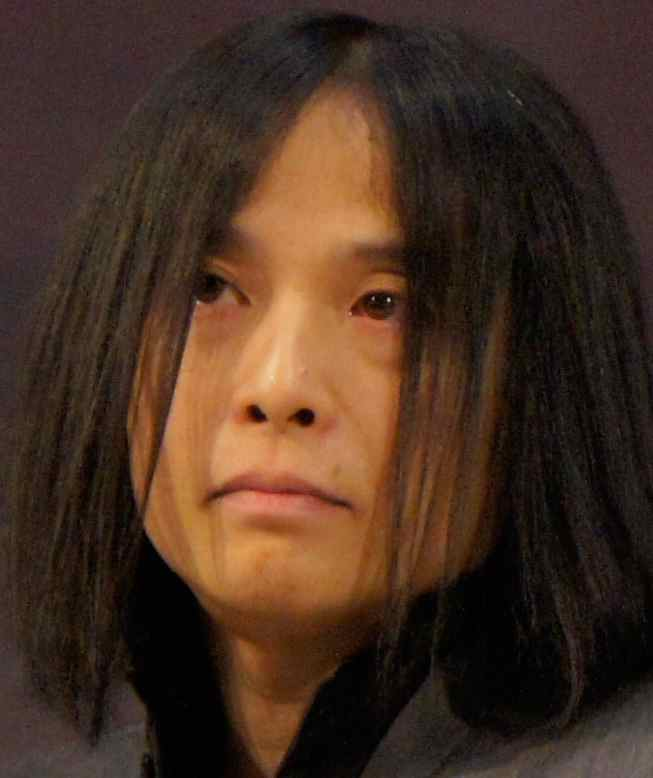
쓰지 히토나리/츠지 진세이

쓰지 히토나리/츠지 진세이(일본어: 辻仁成, 1959년 10월 4일 ~ )는 일본의 소설가, 영화 감독, 뮤지션이다.

## 약력
- 1959년 10월 4일 도쿄도 미나미타마 군 히노 정(현 히노시)에서 출생, 세이조 대학 중퇴.
- 1989년 록밴드 에코즈(ECHOES)를 결성하여 보컬로 데뷔
- 1989년 소설 <피아니시모>로 제13회 스바루 문학상을 수상하며 등단.
- 1994년 독립영화 <천사의 몫(天使のわけまえ)>을 제작.
- 1995년 배우 미나미 카호와 결혼 (2000년 3월 이혼, 소설 <다섯 번째 딸(五女夏音)>(재출판명 안녕, 방랑이여)의 가논의 모델이라고 함.)
- 1997년 소설 <해협의 빛>으로 제116회 아쿠타카와 상 수상.
- 1999년 소설 <하얀 부처>로 프랑스 페미나 상 외국소설 부문을 일본인 최초로 수상.
- 1999년 토요카와 에츠시(豊川悅司) 주연의 <천년여인(千年旅人)>으로 감독 데뷔.
- 2000년 후지테레비 드라마 <사랑을 주세요(愛をください)> 각본.
- 2002년 6월 배우, 가수인 나카야마 미호와 결혼
- 2004년 1월 장남 주토(十斗) 출생

## 한국 출간 작품 목록
- <클라우디>, 1997년, 고려원
- <해협의 빛>, 1999년, 고려원
- <냉정과 열정사이 : Blu>, 2000년, 소담출판사 (<냉정과 열정사이 : Rosso>는 에쿠니 가오리 저)
- <질투의 향기>, 2000년 12월 11일, 산성미디어
- <다섯 번째 딸 가논> (재출판명 <안녕, 방랑이여>), 2002년 10월 10일(2004년 1월 10일), 북스토리
- <황무지에서 사랑하다>, 2003년 3월 14일, 동방미디어
- <사랑을 주세요>, 2004년 1월 19일, 북하우스
- <사람을 꽃보다 아름답게 하는 사랑(만남에서 영원까지)>, 2004년 5월 25일, 동방미디어 (에쿠니 가오리와 공저)
- <츠지 히토나리의 편지>, 2005년 5월 30일, 소담출판사
- <사랑 후에 오는 것들>, 2005년 12월 20일, 소담출판사 (<사랑 후에 오는 것들> 한국편은 공지영저)
- <피아니시모 피아니시모>, 2007년 6월 25일, 소담출판사
- <안녕,언젠가>, 2007년 10월 8일, 소담출판사

## 일본 발매 앨범 목록
- 「WELCOM TO THE LOST CHILD CLUB 」(ECHOES)
- 「HEART EDGE 」(ECHOES)
- 「No Kidding 」(ECHOES)
- 「Goodbye gentle land 」(ECHOES)
- 「HURTS 」(ECHOES)
- 「Dear Fridnd 」(ECHOES)
- 「EGGS 」(ECHOES)
- 「먼 하늘은 개여 있다」(츠지 진세이)
- 「너로부터 멀게 떨어져」(츠지 진세이)
- 「제3반항기」(츠지 진세이)
- 「Sq.- 스퀘어- 」(츠지 진세이)
- 「발본적 정치 개혁」(BEAT MUSIK )
- 「NEW WALL」(TSUJI JINSEI ×BEAT MUSIK )